# Les Bois
Les Bois (toponimo francese) è un comune svizzero di 1 248 abitanti del Canton Giura, nel distretto delle Franches-Montagnes.

## Monumenti e luoghi d'interesse

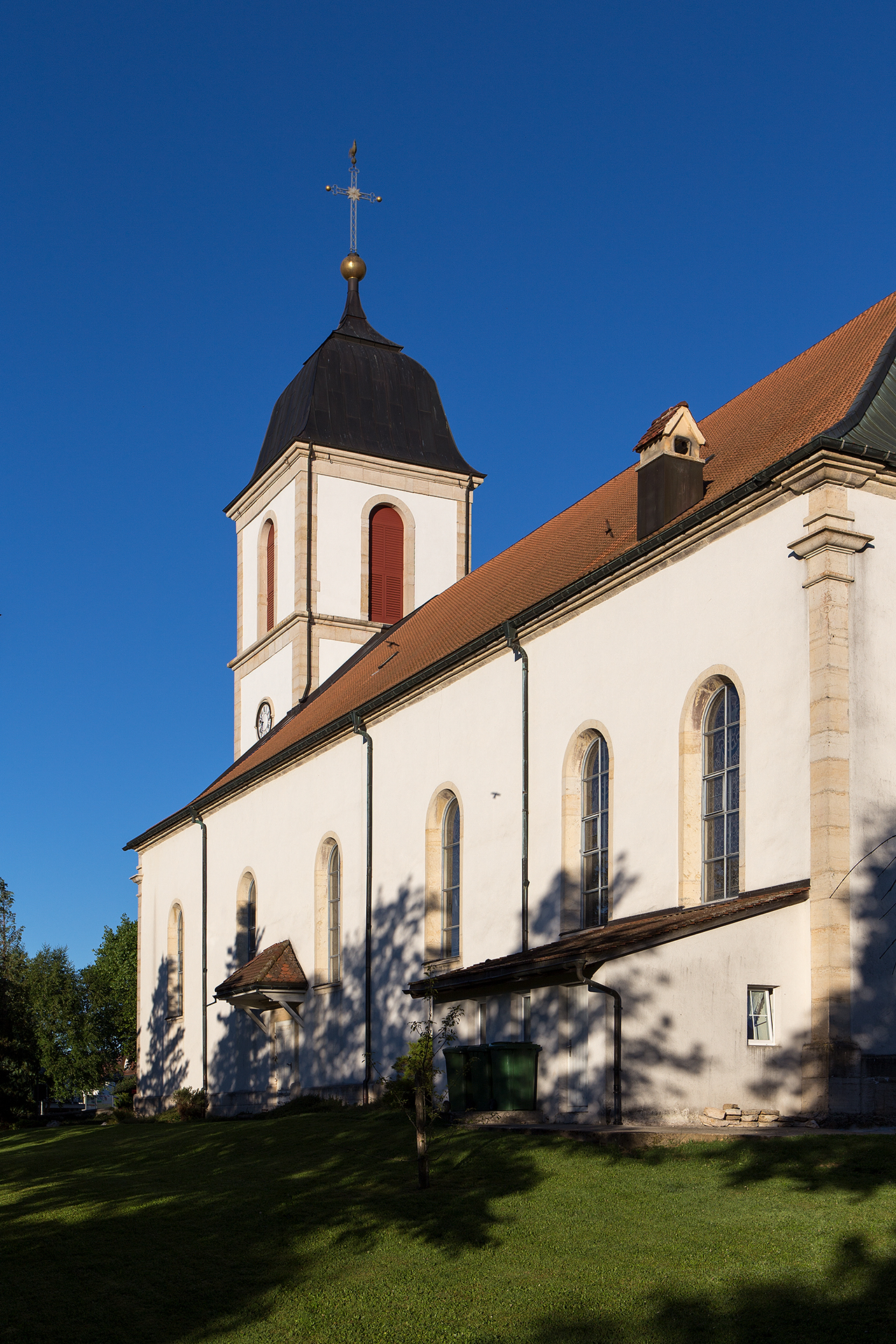
Chiesa di Sainte-Foy

- Chiesa cattolica di Sainte-Foy, eretta nel 1627 e ricostruita nel 1832[1].

## Società

### Evoluzione demografica
L'evoluzione demografica è riportata nella seguente tabella:
Abitanti censiti

## Geografia antropica
Oltre al capoluogo Les Bois comprende nove frazioni, tra le quali:
- Biaufond[senza fonte]
- Le Boéchet[senza fonte]
- Le Cerneux-Godat[1]
- Le Peu-Claude[senza fonte]
- Les Prailats[senza fonte]
- Sous les Rangs[senza fonte]

## Infrastrutture e trasporti

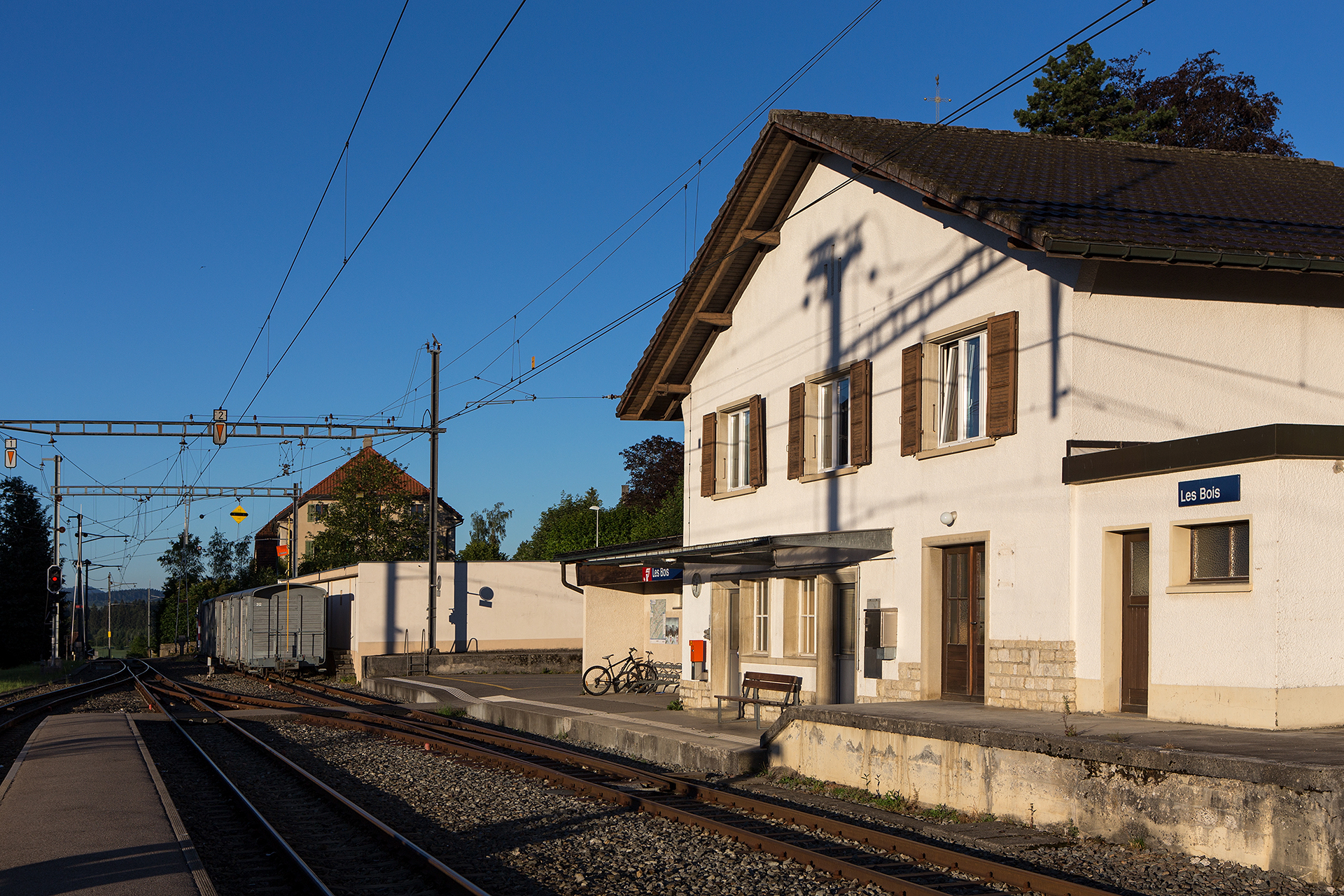
La stazione di Les Bois

Les Bois è servito dall'omonima stazione e da quella di La Large-Journée sulla linea Saignelégier-La Chaux-de-Fonds delle Ferrovie del Giura.

## Amministrazione
Ogni famiglia originaria del luogo fa parte del cosiddetto comune patriziale e ha la responsabilità della manutenzione di ogni bene ricadente all'interno dei confini del comune.

### Gemellaggi
- Charvensod, dal 4 ottobre 2008[senza fonte]